# Max Rothmann

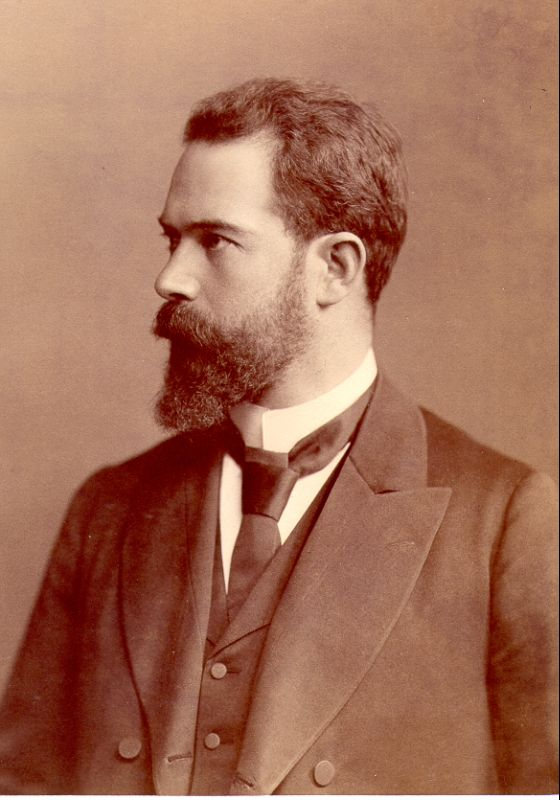
Max Rothmann (Fotografie 1890)

Max Rothmann (* 26. April 1868 in Berlin; † 12. August 1915 ebenda) war ein deutscher Neurologe.

## Leben
Max Rothmann studierte in Berlin und Freiburg im Breisgau und promovierte 1889. Von 1891 bis 1893 war er Assistent im Berliner Urbankrankenhaus, seit 1896 in einer Poliklinik für innere und Nervenkrankheiten. 1899 habilitierte er sich an der Friedrich-Wilhelms-Universität und wurde dort 1910 zum außerordentlichen Professor für Innere Medizin und Neurologie ernannt.
Auf Rothmanns Initiative hin finanzierte die Preußische Akademie der Wissenschaften ab 1914 auf Teneriffa eine Anthropoidenstation, in der Wolfgang Köhler bis 1920 seine berühmt gewordenen Untersuchungen über den Werkzeuggebrauch und das Problemlöseverhalten von Schimpansen durchführte.
Im August 1915 beging Max Rothmann Suizid. Sein Grab befindet sich auf dem Jüdischen Friedhof Schönhauser Allee im Ortsteil Prenzlauer Berg des Berliner Bezirks Pankow.

## Werke
- Über Enteritis membranacea. In: Deutsche Medizinische Wochenschrift, 1893, S. 999.
- Die primären combinierten Strangerkrankungen des Rückenmarks (combinirte Systemerkrankungen). In: Deutsche Zeitschrift für Nervenheilkunde, Band 7, 1895, S. 171–262, doi:10.1007/BF01652032
- Über das Rumpfmuskelcentrum in der Fühlspäre der Grosshirnrinde, in "Neurologisches Centralblatt. Übersicht der Leistungen auf dem Gebiete der Anatomie, Physiologie, Pathologie und Therapie des Nervensystems einschließlich der Geisteskrankheiten." Hg. Emanuel Mendel. Jg. 15, H. 24. Veit & Compagnon, Leipzig 1896, S. 1105–1116
- Über die Pyramidenkreuzung. In: Archiv für Psychiatrie und Nervenkrankheiten, Band 33, Nr. 1, 1900, S. 292–310, doi:10.1007/BF02322136
- Uber die Ergebnisse der experimentellen Ausschaltung der motorischen Function und ihre Bedeutung für die Pathologie. Zeitschrift für Medizinische Psychologie, Jg. 48. August Hirschwald, Berlin 1903, S. 10–29.  Mit 2 lithografierten Tafeln
- Über neue Theorien der hemiplegischen Bewegungsstörung, in Albert Wangerin, Hg.: Verhandlungen der Gesellschaft Deutscher Naturforscher und Ärzte – 76. Versammlung zu Cöln. 18.-24. Sept. 1904. Zweiter Theil, II. Hälfte: Medicinische Abtheilungen. F. C. W. Vogel, Leipzig 1905.
- Der Hund ohne Großhirn. In: Deutsche Zeitschrift für Nervenheilkunde, Band 38, 1910, S. 267–269; auch in Verhandlungen der Gesellschaft deutscher Nervenärzte. 3. Jahresversammlung, Wien 17. bis 19. September 1909. Vogel, Leipzig 1910.
- Zur Lokalisation in der Kleinhirnrinde.in "Neurologisches Centralblatt. Übersicht der Leistungen auf dem Gebiete der Anatomie, Physiologie, Pathologie und Therapie des Nervensystems einschließlich der Geisteskrankheiten." Hg. Emanuel Mendel. Jg. 29, H. 7. Veit & Compagnon, Leipzig 1910.[2]
- Die Hirnphysiologie im Dienste des Krieges. Nach einem in der Berliner physiologischen Gesellschaft am 8. Januar 1915 gehaltenen Vortrag. In: Berliner Klinische Wochenschrift, Band 52, 1915, S. 338.